# Mary Critchett
Mary Critchett (morta en 1729, també se la coneixia amb el nom de Maria, el llinatge també podia variar en Crichett o Crickett) fou una pirata i convicta anglesa.
A finals de 1728, sis presoners ("Edmund Williams, George Caves, George Cole alias Sanders, Edward Edwards, Jeremiah Smith i Mary Critchett") foren transportats d'Anglaterra a Virginia per a acomplir sentència. El 12 de maig de 1729 escaparen i dominaren la tripulació de dos homes de la balandra John and Elizabeth. Critchett retingué els presoners en la bodega del vaixell, asseient-se sobre l'escotilla per a evitar que escapessin. Al cap d'uns dies foren alliberats tot i l'oposició de Critchett, que temia que avisessin a les autoritats. Els pirates navegaren per Chesapeake Bay però abans que poguéssim assaltar un altre vaixell foren capturats pel HMS Shoreham, a les ordres del capità Long. Se'ls retornà a Virginia, on foren jutjats l'agost de 1729 a Williamsburg, condemnats per pirateria i sentenciats a la forca.